# 1287

## Evenimente
- 17 ianuarie: Tratatul de la San Agyaz. Se recunoaște cucerirea insulei Minorca de la mauri de către regele Alfons al III-lea al Aragonului.

- 22 aprilie: Robert d'Artois, regent al Siciliei în numele Angevinilor, ocupă Agosta, în Sicilia.

- 8 iunie: Începe răscoala împotriva englezilor în Țara Galilor, condusă de Rhys ap Maredudd.
- 23 iunie: Bătălia navală de la Castellammare: victorie a aragonezilor conduși de amiralul Roger de Lauria asupra flotei angevine a lui Carol al II-lea.
- 28 iunie: Tratatul de la Oloron, dintre regele Filip al IV-lea "cel Frumos" al Franței și regele Alfons al III-lea al Aragonului, mediat de regele Eduard I al Angliei; se încheie acorduri privitoare la situația din Neapole și Sicilia.

- 14 decembrie: În urma prăbușirii naturale a unui dig, se creează Zuider Zee, în Țările de Jos; sunt uciși c. 50.000 de oameni; orașul Amsterdam obține ieșire la mare, creându-i-se perspective de dezvoltare.
- 28 decembrie: Se încheie Privilegio general de la Unión în Aragon, potrivit căruia un rege poate fi depus dacă nu respectă Privilegio general de la 1283.

### Nedatate
- iunie: La Siena, este înlocuit Consiliul celor Nouă cu Consiliul celor 24.
- Bătălia de la Pagan: regatul budist Pagan, din Birmania, este înfrânt de trupele dinastiei Yuan.
- Ilhanidul Arghoun-han trimite emisari conducătorilor europeni, pentru a negocia o alianță anti-musulmană, în special împotriva sultanului mameluc din Cairo.
- O nouă expediție a mongolilor lui Kublai-han asupra Vietnamului; Hanoiul este prădat.
- Polonia este pentru a patra oară invadată de tătarii din Hoarda de Aur, conduși de hanii Talabuga și Nogai; Lublin, Mazovia, Sandomierz și Sieradz sunt prădate; invadatorii sunt repinși din fața Cracoviei.
- Puternică secetă în Franța.
- Sultanul mameluc Qalawun capturează orașul port Latakia, din Siria, din mâinile cavalerilor Ospitalieri.

## Arte, Știință, Literatură și Filosofie
- 22 iulie: Guillaume de Nangis, călugăr la Saint-Denis, încheie redactarea biografiei fostului rege Filip al III-lea al Franței.

- Începe edificarea catedralei din Uppsala, în Suedia, de către arhitectul francez Etienne de Bonneuil; finalizarea construcției se va petrece abia la 1435.

## Nașteri
- Lucchino Visconti, condottier italian (d. ?)

## Decese
- 3 aprilie: Honoriu al IV-lea, papă al Imperiului Roman (n. 1210)
- 31 august: Konrad von Würzburg, poet german (n. 1220-1230?)
- 19 octombrie: Bohemund al VII-lea, conte de Tripoli (n. ?)
- Guillaume I de la Roche, duce de Atena (n. ?)
- Guido delle Colonne (n. 1210)
- Ghiyas ud din Balban, sultan de Delhi (1266-1287), (n. ?)
- Narathihapati, ultimul suveran al regatului Pagan, din Birmania (n. ?)

## Înscăunări
- decembrie: Matteo Visconti, căpitan al poporului la Milano.
- Muiz ud din Qaiqabad, sultan de Delhi (1287-1290)
- Tula Buka, han al Hoardei de Aur (1287-1290).